# Collegio uninominale Sicilia 2 - 07
Il collegio elettorale uninominale Sicilia 2 - 07 è stato un collegio elettorale uninominale della Repubblica Italiana per l'elezione della Camera dei deputati tra il 2017 ed il 2022.

## Territorio
Come previsto dalla legge elettorale italiana del 2017, il collegio era stato definito tramite decreto legislativo all'interno della circoscrizione Sicilia 2.
Era formato dal territorio di 21 comuni: Adrano, Biancavilla, Caltagirone, Castel di Iudica, Grammichele, Licodia Eubea, Mazzarrone, Militello in Val di Catania, Mineo, Mirabella Imbaccari, Niscemi, Palagonia, Paternò, Raddusa, Ragalna, Ramacca, San Cono, San Michele di Ganzaria, Santa Maria di Licodia, Scordia e Vizzini.
Il collegio era quindi compreso tra la città metropolitana di Catania e la provincia di Caltanissetta (per il solo comune di Niscemi).
Il collegio era parte del collegio plurinominale Sicilia 2 - 03.

## Eletti
| Elezione | Elezione | Deputato       | Partito            |
| -------- | -------- | -------------- | ------------------ |
|          | 2018     | Eugenio Saitta | Movimento 5 Stelle |

## Dati elettorali

### XVIII legislatura
Come previsto dalla legge elettorale, 232 deputati erano eletti con sistema a maggioranza relativa in altrettanti collegi uninominali a turno unico.
| Candidati              | Candidati                | Voti    | %     | Liste                                | Voti    | %     |
| ---------------------- | ------------------------ | ------- | ----- | ------------------------------------ | ------- | ----- |
|                        | Eugenio Saitta ✔️ Eletto | 66 873  | 51,37 | Movimento 5 Stelle                   | 66 873  | 51,37 |
|                        | Giuseppe Lombardo        | 42 903  | 32,96 | Forza Italia                         | 24 239  | 18,62 |
| Noi con l'Italia - UDC | Giuseppe Lombardo        | 42 903  | 32,96 | 8 955                                | 6,88    |       |
| Lega                   | Giuseppe Lombardo        | 42 903  | 32,96 | 5 605                                | 4,31    |       |
| Fratelli d'Italia      | Giuseppe Lombardo        | 42 903  | 32,96 | 4 104                                | 3,15    |       |
|                        | Maria Grazia Pannitteri  | 13 913  | 10,69 | Partito Democratico                  | 11 849  | 9,10  |
| +Europa                | Maria Grazia Pannitteri  | 13 913  | 10,69 | 923                                  | 0,71    |       |
| Civica Popolare        | Maria Grazia Pannitteri  | 13 913  | 10,69 | 827                                  | 0,64    |       |
| Italia Europa Insieme  | Maria Grazia Pannitteri  | 13 913  | 10,69 | 314                                  | 0,24    |       |
|                        | Valentina Borzì          | 2 699   | 2,07  | Liberi e Uguali                      | 2 699   | 2,07  |
|                        | Salvatore Asero          | 1 182   | 0,91  | Il Popolo della Famiglia             | 1 182   | 0,91  |
|                        | Samanta Cinnirella       | 876     | 0,67  | Potere al Popolo!                    | 876     | 0,67  |
|                        | Ettore Ursino            | 546     | 0,42  | CasaPound                            | 546     | 0,42  |
|                        | Salvatore Rosano         | 516     | 0,40  | Partito Comunista                    | 516     | 0,40  |
|                        | Agatino Sapia            | 432     | 0,33  | Italia agli Italiani                 | 432     | 0,33  |
|                        | Carla Caprio             | 149     | 0,11  | Partito Valore Umano                 | 149     | 0,11  |
|                        | Daniela Costanzo         | 78      | 0,06  | Lista del Popolo per la Costituzione | 78      | 0,06  |
| Totale                 | Totale                   | 130 167 | 100   |                                      | 130 167 | 100   |
|                        |                          |         |       |                                      |         |       |
| Voti non validi        | Voti non validi          | 5 548   | 4,09  |                                      |         |       |
| Votanti                | Votanti                  | 135 715 | 60,38 |                                      |         |       |
| Elettori               | Elettori                 | 224 777 |       |                                      |         |       |